# Método Suzuki

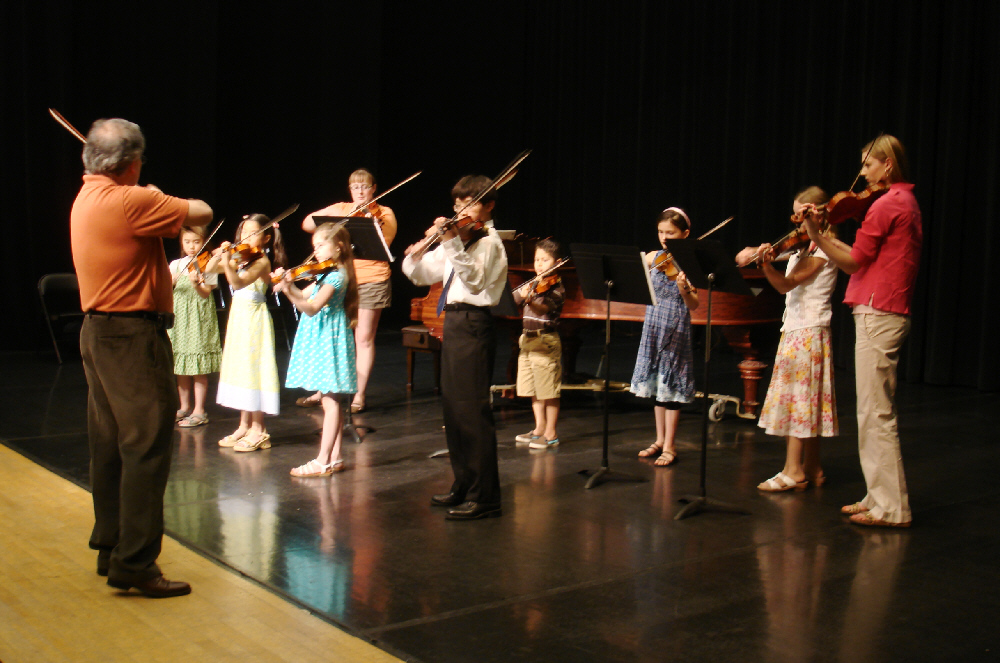
Niños practicando el método Suzuki

El método Suzuki es un método para aprender a tocar un instrumento musical. Está recogido actualmente en libros y grabaciones para piano, violín, viola, flauta traversa, flauta dulce, violonchelo, arpa, guitarra, contrabajo,  canto, charango, Tarka, mandolina y ocarina. Es un método más orientado a niños pero muy bueno también para adultos que quieren empezar a aprender a tocar uno de estos instrumentos.

## Historia del método
Shinichi Suzuki fue violinista, educador, filósofo y fue considerado un humanista. Ejerció una profunda influencia en la educación de su país y en otros lugares del mundo.
Suzuki basó su enfoque en la hipótesis de que la habilidad musical no es un talento innato, sino una destreza que, de igual modo que todos los niños desarrollan la capacidad de hablar su lengua materna, se puede entrenar. El potencial del niño puede ser desarrollado. "Cualquier niño a quien se entrene correctamente puede desarrollar una habilidad musical, y este potencial es ilimitado". La filosofía de Suzuki y el método que él desarrolló han influido en muchos profesores, niños, y familias en muchas naciones. Suzuki murió en enero de 1998.
Shinichi Suzuki a partir de la base de la lengua materna afirma que los niños aprenden a hablar su propia lengua con gran exactitud gracias a su gran capacidad auditiva, lo que le llevó a pensar que si los niños estuvieran rodeados de sonidos musicales, podrían evolucionar una habilidad similar con la música.
El método Suzuki es un método tanto de educación como de filosofía fundada en el respeto al niño como persona y en el concepto de que la habilidad no se hereda sino que se aprende. Afirma y nombra a su método como "Educación del talento", ya que el talento no es algo que está presente o no en un niño, sino que es algo que se educa y se desarrolla.
Después de años de experimentación se ha demostrado que el nivel medio de capacidad de cada individuo es mucho más elevado de lo que la sociedad piensa. Por tanto, queda demostrado a partir de conciertos en ciudades como Tokio que el talento no es algo innato, sino que con la educación adecuada puede desarrollarse en cada niño más allá de lo que cabría esperar. En Europa, se ha demostrado que dicho método funciona y es aplicable en todos los países ya que se trata de principios naturales y universales, no privilegio de determinada raza o contexto.

## Desarrollo del método
El trabajo de Suzuki quedó interrumpido a causa de la Segunda Guerra Mundial. Cuando ésta finalizó, Suzuki resolvió con determinación traer la belleza de la música a las vidas de los niños de su nación. Comenzó a enseñar en una escuela pequeña en Matsumoto, trabajando además en el desarrollo de un repertorio secuencial cuyos contenidos musicales y técnicos quedaran presentados de una manera lógica. Tras unos pocos años, los estudiantes de Suzuki asombraban por su destreza a quienes les oían tocar.
El movimiento de la educación del talento creció a medida que otros profesores estudiaron con Suzuki y comenzaron a enseñar por todo Japón. El programa se amplió al interesarse profesores de diversos instrumentos en el enfoque de Suzuki, desarrollándose materiales para el chelo, el piano y la flauta. Con el transcurso de los años, millones de niños japoneses han recibido entrenamiento en el Instituto Suzuki de Educación del Talento en Matsumoto, o en alguna de sus sucursales en otras ciudades.

## Introducción en los EE. UU.
En 1958, un estudiante japonés llevó a la universidad de Oberlin (EE. UU.) una película que mostraba a los pequeños estudiantes de Suzuki tocando en un concierto nacional. Los profesores de cuerda americanos quedaron cautivados de los resultados del método Suzuki y comenzaron a visitar Japón para aprender más sobre su trabajo. 
El interés se intensificó en 1964, cuando Suzuki llevó a un grupo de estudiantes de gira por los EE. UU., y para tocar en una reunión conjunta de la Asociación Americana de Profesores de Cuerda y de la Conferencia Nacional de Educadores de Música. El método comenzó a prosperar en los EE. UU. incluyendo visitas de profesores americanos a Japón, giras de concierto de grupos japoneses, y el desarrollo de centenares de programas Suzuki por todo el país.

## El método Suzuki hoy
Suzuki no desarrolló su método para entrenar a músicos profesionales, sino para ayudar a los niños a desarrollar sus capacidades como seres humanos. Él dijo: "La enseñanza de música no es mi propósito principal. Deseo formar a buenos ciudadanos, seres humanos nobles. Si un niño oye buena música desde el día de su nacimiento, y aprende a tocarla él mismo, desarrolla su sensibilidad, y disciplina y paciencia. Adquiere un corazón hermoso".
Gracias a su vida y obra, Suzuki ha inspirado a miles de padres y profesores en más de cuarenta países (en Asia, Europa, Australia, África y en América) a educar a los niños como seres humanos amorosos mediante el método de la lengua materna de educación musical. En el ambiente alentador fomentado por el método Suzuki, los niños aprenden a disfrutar de la música y desarrollan confianza, autoestima, autodisciplina y concentración, así como la determinación necesaria para intentar hacer cosas difíciles, cualidades que tanto se necesitan en nuestro tiempo. Como Pau Casals comentó, con ojos llenos de lágrimas, tras escuchar tocar a pequeños estudiantes Suzuki, "quizás sea ésta la música que salvará el mundo".

## Características Especiales del método de Suzuki
Hace más de cincuenta años, Suzuki comprendió las implicaciones del hecho de que los niños de todo el mundo aprendan a hablar su lengua materna con facilidad, y comenzó a aplicar los principios básicos de la adquisición del lenguaje al aprendizaje de música. Las ideas sobre la responsabilidad de los padres, el dar aliento cariñosamente, el escuchar, la repetición constante, Etc., son algunas de las características especiales del método Suzuki. 
- Importancia del papel de los padres. Cuando un niño aprende a hablar, los padres actúan eficazmente como profesores. Los padres también tienen un papel importante como "profesores en el hogar" cuando el niño aprende a tocar un instrumento. A menudo, el padre o la madre aprende inicialmente a tocar antes que el niño, con objeto de que él o ella entienda lo que se espera que el niño haga. El padre o la madre asiste a las lecciones del niño y ambos practican diariamente en casa.
- Comienzo temprano. Los primeros años son cruciales en el desarrollo de los procesos mentales y de coordinación muscular en el niño pequeño. Las capacidades auditivas de los niños están también en su apogeo durante los años de adquisición del lenguaje, por lo cual es el momento ideal para desarrollar la sensibilidad musical. El escuchar música debe comenzar en el nacimiento y el entrenamiento formal puede comenzar a la edad de tres o cuatro años, si bien nunca es demasiado tarde para comenzar.
- La escucha. Los niños aprenden a hablar en un ambiente lleno de estímulos de lenguaje. Los padres pueden también hacer que la música forme parte del ambiente del niño, asistiendo a conciertos y poniendo las grabaciones del repertorio de Suzuki y otra música. Esto permite a los niños absorber el lenguaje de la música al mismo tiempo que absorben los sonidos de su lengua materna. Al escuchar repetidamente las piezas que van a aprender, los niños se familiarizan con ellas y las aprenden fácilmente.
- Repetición. Cuando los niños han aprendido una palabra no la dejan, sino que continúan utilizándola a la vez que agregan nuevas palabras a su vocabulario. De igual modo, los estudiantes Suzuki repiten las piezas que aprenden, aplicando gradualmente las habilidades que han ganado de nuevas y más sofisticadas maneras conforme aumentan su repertorio. La introducción de nuevas habilidades técnicas y de conceptos musicales en el contexto de piezas conocidas hace su adquisición mucho más fácil. Aunque debido a esto puede dificultarse el aprendizaje de piezas más complejas debido a que se está aprendiendo primariamente a imitar en vez de interpretar.
- Alentar. Al igual que con el lenguaje, los esfuerzos del niño para aprender a tocar un instrumento se han de elogiar con sinceras palabras de aliento. Cada niño aprende a su propio paso, avanzando a pequeños pasos para poder dominar cada uno de ellos. Esto crea un ambiente placentero para el niño, el padre y el profesor. Se establece también una atmósfera general de generosidad y cooperación al animar a los niños a apoyar los esfuerzos de otros estudiantes.
- Aprender con otros niños. La música promueve interacciones sociales sanas, y la participación en lecciones de grupos y pequeños conciertos, además de sus propias lecciones individuales, motiva a los niños en gran medida. Disfrutan al observar otros niños en diversos niveles, aspirando llegar al nivel de los estudiantes más avanzados, compartiendo sus desafíos con sus compañeros, y apreciando los esfuerzos de los estudiantes menos avanzados que siguen sus pasos.
- Repertorio gradual. Los niños no practican ejercicios para aprender a hablar, sino que aprenden usando el lenguaje para comunicarse y expresarse. Con el método Suzuki, los estudiantes aprenden conceptos y habilidades musicales en el contexto de la música, en vez de practicar ejercicios técnicos. El repertorio Suzuki para cada instrumento presenta, en una secuencia cuidadosamente ordenada, los componentes necesarios para el desarrollo técnico y musical. Este repertorio estándar proporciona una fuerte motivación, ya que los estudiantes más jóvenes desean tocar la música que oyen tocar a los estudiantes más avanzados.
- Posponer la lectura. A los niños no se les enseña a leer sino hasta que su capacidad para hablar ha quedado bien consolidada. De la misma manera, los estudiantes Suzuki han de alcanzar un nivel de destreza básico tocando su instrumento antes de que se les enseñe a leer música. Esta secuencia de instrucción permite al profesor y al estudiante centrarse en desarrollar una buena postura, un sonido hermoso, una correcta afinación y fraseo musical

Debemos puntualizar como el punto más original y sobresaliente del método Suzuki el trabajo con los padres. Los otros puntos se encontraban ya en otros pedagogos occidentales en épocas anteriores. Suzuki desarrolla en la práctica una clase en la que aprenden padres e hijos, de forma que a la hora de estudiar en casa los hijos son apoyados por los padres, del mismo modo que se realizan las tareas de la escuela.

## Analogía con el aprendizaje del habla
- Método de lengua materna.
- El bebé sólo escucha los sonidos.
- Comienza a producir sus primeros sonidos.
- Empieza a imitar.
- Su entorno familiar le presta atención y lo alienta continuamente.
- Perfecciona su imitación.
- Su familia lo corrige repitiendo las palabras.
- Forma palabras, luego oraciones.
- Cuando posee un amplio vocabulario se inicia en la lectoescritura.